# Ludovic cel Strict

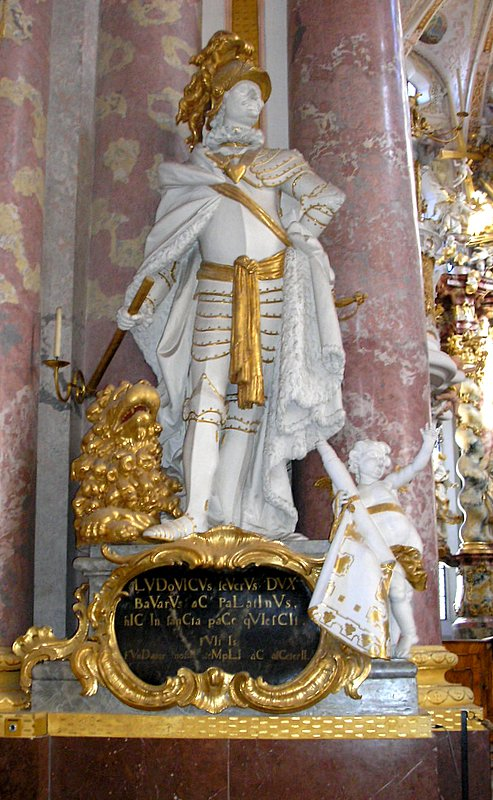
Ducele Ludovic cel Strict - Mănăstirea Fürstenfeld (Roman Anton Boos, 1765/1766)

Ludovic al II-lea supranumit cel Strict (în germană Ludwig der Strenge; n. 13 aprilie 1229, Heidelberg – d. 2 februarie 1294, Heidelberg), aparținând Casei de Wittelsbach, a fost duce al Bavariei și conte al Palatinatului Elector al Rinului (1253–1294). De la împărțirea teritoriilor bavareze în 1255, Ludovic al II-lea a guvernat Bavaria Superioară. Supranumele său se datorează hotărârii de a-și condamna la moarte prima soție. În Interregn Ludovic a jucat timp de mai multe decenii un rol important în imperiu ca principe elector. În timpul domniei sale orașul München a devenit prima dată reședință Alter Hof.

## Biografia

### Originea și primii ani
Ludovic al II-lea, fiul cel mare al ducelui Otto al II-lea, a acumulat foarte devreme experiență pe câmpul de luptă. În 1246 a participat alături de regele Conrad al IV-lea la o campanie militară împotriva lui Henric Raspe și în 1251 la campania împotriva episcopului Albert de Regensburg. La moartea tatălui său în 1253 Ludovic al II-lea a preluat guvernarea ca duce al Bavariei. Familia Wittelsbach își moștenea teritoriul ca proprietate privată. Deoarece nu exista regula primogeniturii privind moștenirea, fiii unui duce puteau să conducă împreună teritoriul sau să îl împartă. Primii doi duci de Wittelsbach au avut fiecare doar câte un fiu supraviețuitor însă Otto al II-lea a avut doi fii: Ludovic al II-lea și Henric al XIII-lea. Pe 28 martie 1255 Ludovic și fratele său, Henric, au hotărât împărțirea guvernării teritoriilor familiei. Henric a primit Bavaria Inferioară, iar Ludovic a primit Bavaria Superioară (stabilindu-și reședința la München) și Palatinatul Rinului. Conflictele dintre cei doi frați au fost mai degrabă dispute între adepții  lor.
Supranumele „cel Strict” atribuit lui Ludovic se datorează faptului că prima sa soție, Maria de Brabant, a fost executată din ordinul său în 1256, deoarece o suspectase de adulter din cauza unei scrisori, greșit interpretată, trimisă  cavalerului palatin Henric I de Raugraf (d. 1261), fratele episcopului de Worms, Eberhard I (placa mormântului acestuia este păstrată în ruinele Mănăstirii Rosenthal). Pentru ispășirea acestei fapte Ludovic a fondat Mănăstirea Fürstenfeld în Bavaria (la Fürstenfeldbruck), însă fapta sa a cântărit atât de greu încât ulterior el nu a fost niciodată luat în considerare ca posibil candidat la alegerea regelui romano-german.

### Duce și conte Palatin

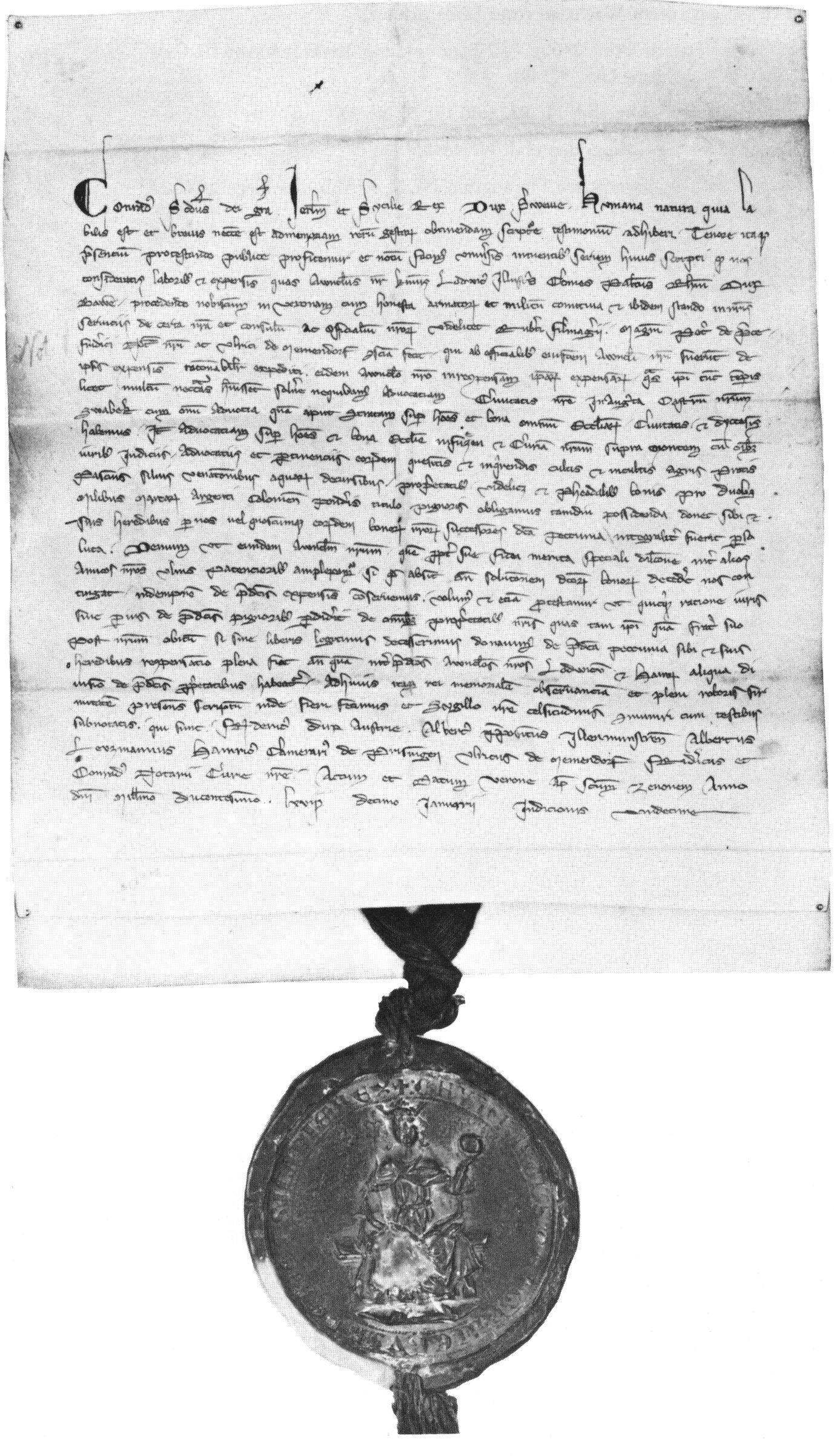
Certificat emis de Conradin pentru Ludovic cel Strict pe 10 ianuarie 1268 la Verona (Arhivele principale de stat bavareze, München, Kaiserselekt 821)

Ludovic deținea tutela nepotului său, ducele Suabiei Conradin de Hohenstaufen. Acesta primise nu numai moștenirea familiei Hohenstaufen din Suabia ci și cea din Franconia și din Nordgau în Bavaria, pe care Ludovic le-a administrat. Ludovic a încercat de mai multe ori să obțină alegerea lui Conradin ca rege romano-german. Când și-a dat seama că planul său nu are nicio șansă, el a decis pe 13 ianuarie 1257 să îl susțină pe Richard de Cornwall, deoarece acesta punea mai puțin în pericol pretenția lui Conradin ca moștenitor Staufer la tronul Siciliei decât rivalul acestuia, Alfonso al Castiliei. Când Richard de Cornwall a fost implicat în conflicte în patria sa, Anglia, fiind luat și prizonier în 1264, Ludovic a devenit din nou activ în favoarea lui Conradin pe care l-a însoțit în expediția sa la Verona în 1267. Totuși, el s-a retras la timp și nu a fost implicat în căderea lui Conradin, care a fost executat la Napoli în 1268. Din punct de vedere material el a beneficiat de moartea acestuia, deoarece Conradin îl desemnase moștenitor (prin „Donația Conradin”) cedându-i proprietăți în Palatinatul Superior și în sud-vestul Bavariei. Ludovic a primit de la Rudolf I confirmarea  acestor proprietăți ca recompensă pentru sprijinul dat în 1273 la alegerea lui ca rege. În plus, Ludovic care era din nou văduv, a primit mâna Matildei de Habsburg, fiica lui Rudolf. Datorită acestei legături Ludovic a devenit aliatul familiei de Habsburg și l-a sprijinit pe socrul său în lupta împotriva lui Ottokar al II-lea, regele Boemiei, primind și dreptul electoral pentru Bavaria în 1276. El a luat parte la Bătălia de pe Marchfeld din 1278 în care a fost ucis Ottokar al II-lea.
După moartea lui Rudolf I în 1291, deși Ludovic l-a susținut pe cumnatul său, Albert de Habsburg, la alegerea regelui romano-german, acesta nu s-a putut impune împotriva lui Adolf  de Nassau. Ulterior Ludovic l-a susținut doar cu jumătate de inimă pe Adolf, rămânând ferm de partea Habsburgilor. Ludovic a reușit să mențină dreptul electoral al Palatinatului Rinului, însă dreptul electoral bavarez a revenit Boemiei încă din 1289. Acest lucru a fost îndreptat mai ales împotriva lui Henric, fratele lui Ludovic, care participase la alegerile din 1273 în locul lui Ottokar al II-lea.
Ludovic al II-lea a câștigat noi proprietăți pentru ducatul său extinzând-și astfel puterea. El s-a dedicat dezvoltării teritoriale și consolidării situației interne, a urmărit câștigarea de noi proprietăți, a dus o politică pacifistă, a creat o administrație centralizată stabilind și un număr fix de consilieri.
În 1290 Ludovic, fiul cel mare al lui Ludovic cel Strict a murit într-un turnir la Nürnberg, fără a lăsa urmași. Ludovic cel Strict însuși a murit pe 2 februarie 1294 la reședința sa din Heidelberg. El a fost înmormântat conform testamentului său în biserica Mănăstirii Fürstenfeld întemeiată de el însuși. Locația exactă a mormântului său nu mai este cunoscută datorită numeroaselor modificări aduse bisericii, dar există acolo o statuie ce i-a fost dedicată.
Succesorul său a fost Rudolf I fiul său din cea de-a treia sa căsătorie, cu Matilda de Habsburg. 
Ludovic cel Strict a fost ultimul Wittelsbach care a condus singur Palatinatul Rinului și Bavaria până în 1294 și este considerat strămoșul comun al celor două linii ale familiei. În Tratatul de la Pavia din 1329 Palatinatul Rinului și Bavaria au fost împărțite între liniile familiei stabilite de cei doi fii ai săi, Rudolf și Ludovic. În 1340 linia din Bavaria inferioară a fratelui său, Henric, s-a stins fiind moștenită de fiul său Ludovic. Prin urmare, începând din 1340 toți membri familiei de Wittelsbach sunt descendenți ai lui Ludovic cel Strict.

## Căsătoriile și descendenții

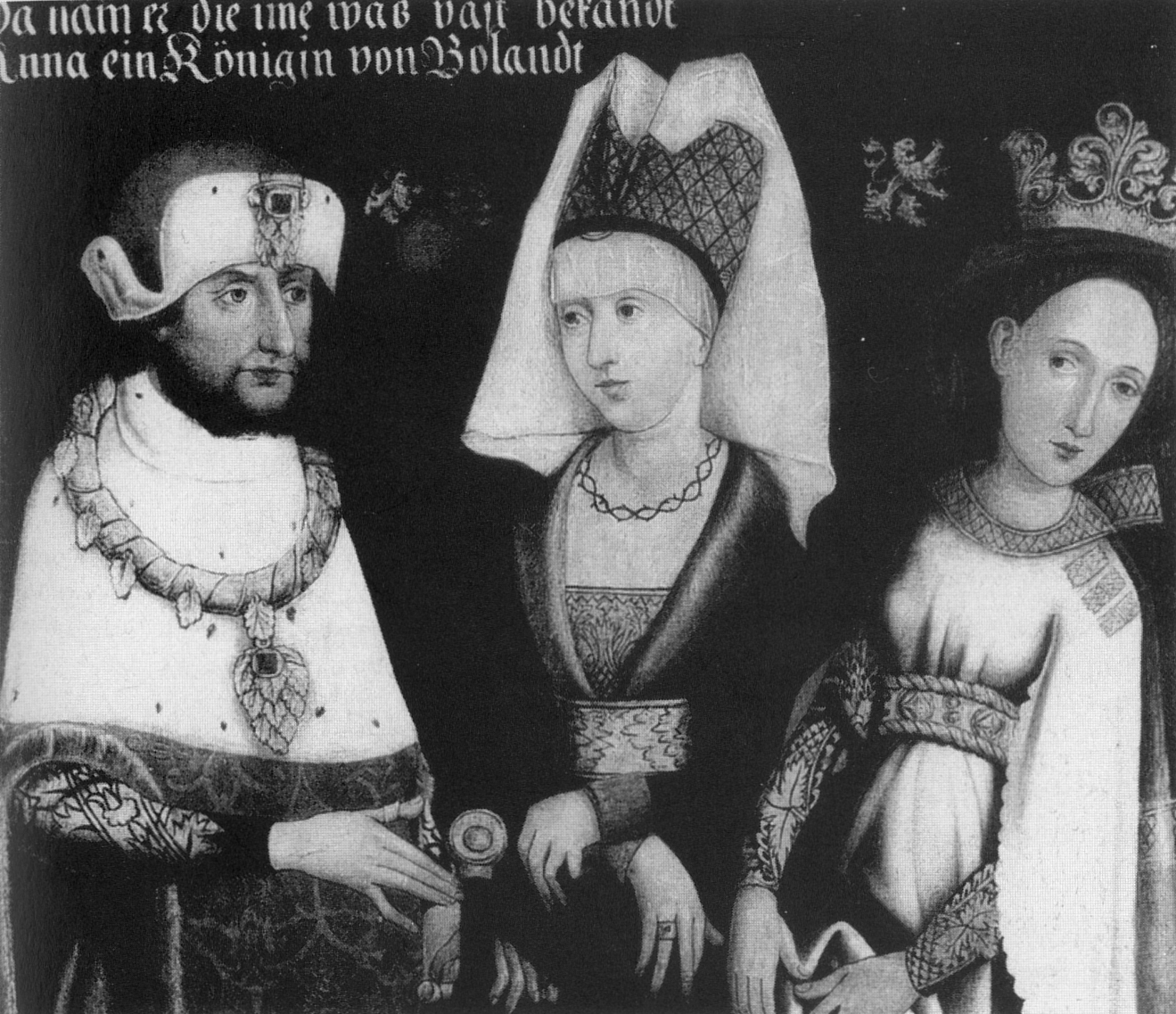
Ludovic cel Strict cu primele sale două soții Maria de Brabant (centru) și Anna de Silezia-Glogau (dreapta), secolul al XVI-lea

Ducele Ludovic al II-lea s-a căsătorit pe 2 august 1254 în Landshut cu ducesa Maria de Brabant (1226–1256), fiica ducelui Henric al II-lea de Brabant-Lorena și a soției sale, Maria de Suabia. Căsătoria lor a rămas fără urmași.
Ludovic al II-lea s-a căsătorit din nou pe 24 august 1260 la Heidelberg cu Anna de Silezia-Glogau (1240–1271), fiica ducelui Conrad al II-lea și a soției sale, Salomea, fiica ducelui Vladislav Odonicz al Poloniei Mari (c. 1240–1271). Din această căsătorie au rezultat trei copii:
- Maria (n. 1261) călugăriță în Mănăstirea cisterciană Marienberg din Boppard;
- Agnes (c. 1262–1269);
- Ludovic Elegans (1267–1290) căsătorit în 1288 cu Isabella (1272–1335), fiica ducelui Frederic al III-lea de Lorena (1238–1302) și a soției sale, Margareta de Navarra, fiica regelui Theobald al Navarrei.[9]

Ludovic al II-lea s-a căsătorit pentru a treia oară pe 24 octombrie 1273 la Aachen cu Matilda de Habsburg (1253–1304), fiica regelui romano-german Rudolf I și a soției sale, Gertruda de Hohenberg. Din această căsătorie au rezultat cinci copii:
- Rudolf I (1274–1319) căsătorit în 1294 la Nürnberg cu Matilda de Nassau (1280–1323);
- Matilda (1275–1319) căsătorit în 1288 în Ulm ducele Otto al II-lea de Braunschweig-Lüneburg (1266–1330);
- Agnes (1276–1340) căsătorită:
  1. în 1290 cu landgraful Henric de Hessa (1264–1298),
  2. în 1298/1299 cu margraful Henric I de Brandenburg (1256–1318);
- Anna (n. 1280), călugăriță în Mănăstirea Ulm;
- Ludovic al IV-lea (1282–1347) împărat al Sfântului Imperiu Roman, căsătorit:
  1. în 1308 cu Beatrice de Silezia-Schweidnitz (1290–1322),
  2. în 1324 cu Margareta I a Olandei (1310–1356).